# Dambyn Chagdarjav

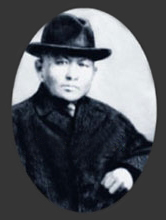
Dambyn Chagdarjav.

Dambyn Chagdarjav (idioma mongol: Дамбын Чагдаржав; 1880 – 31 de agosto de 1922) fue uno de los "primeros siete" líderes del Partido Revolucionario del Pueblo Mongol y fue primer ministro de Mongolia durante el gobierno provisional revolucionario entre marzo y abril de 1921.
Nació en la actual provincia de Selenge. En sus primeros años fue un comerciante privado y entre 1916 y 1917 viajó al Reino Unido, Italia y Rusia.
En 1919 se unió a la organización secreta revolucionaria Konsulyn Denj liderado por Dogsomyn Bodoo en Niislel Hüree (actual Ulán Bator). Junto con Horloogiyn Choybalsan formó el núcleo básico del grupo y se unió con la organización Züün Hüree de Damdin Sükhbaatar para formar el Partido del Pueblo Mongol en 1920.
En 1920 fue uno de los siete miembros revolucionarios que viajaron a la Unión Soviética con el fin de buscar ayuda para conseguir la independencia de Mongolia de China. Todos fueron recibidos por Vladimir Lenin.
Mientras estaban en la Unión Soviética, Mongolia fue invadida por fuerzas de Roman Ungern von Sternberg en octubre de 1920. Luego que Ungern capturó Niislel Khüree en febrero de 1921, se realizó una conferencia del partido en la ciudad de Kyakhta el 1 de marzo. En este Primer Congreso del partido se promulgó el manifiesto del partido.
Justo después del Congreso, el 13 de marzo, el gobierno provisional de Mongolia (en ese entonces in absentia) fue conformado con Chagdarjav como primer ministro, sin embargo, fue relevado el 16 de abril de 1921 y sustituido por Dogsomyn Bodoo. Chagdarjav fue nombrado representante del gobierno mongol en Tuvá.
En 1922, Chagdajav, Bodoo y otros cuatro exministros fueron acusados de contrarrevolucionarios y de planear el derrocamiento del gobierno. Fue ejecutado el 31 de agosto de 1922. Las muertes de Chagdarjav y Bodoo fueron descritas como la primera de una serie de purgas que tuvieron lugar en Mongolia en las décadas de 1920 y 1930.